# Chung Jae-hee
Chung Jae-hee (kor. 정재희; * 6. April 1978 in Busan) ist eine ehemalige Badmintonspielerin aus Südkorea.

## Sportliche Karriere
Chung Jae-hee, Spezialistin für die Doppeldisziplinen, nahm zweimal an Olympia teil. Bei den Olympischen Sommerspielen 2000 erreichte sie mit Platz vier im Damendoppel mit Ra Kyung-min ihre beste Platzierung. Die All England 1999 gewannen beide.

## Sportliche Erfolge
| Saison | Veranstaltung           | Disziplin    | Platz | Name                          |
| ------ | ----------------------- | ------------ | ----- | ----------------------------- |
| 1993   | Hungarian International | Damendoppelj | 1     | Kim Kyung-ran / Chung Jae-hee |
| 1998   | Asienspiele             | Damendoppel  | 3     | Ra Kyung-min / Chung Jae-hee  |
| 1998   | Asienmeisterschaft      | Damendoppel  | 3     | Yim Kyung-jin / Chung Jae-hee |
| 1999   | All England             | Damendoppel  | 1     | Chung Jae-hee / Ra Kyung-min  |
| 1999   | Asienmeisterschaft      | Damendoppel  | 2     | Ra Kyung-min / Chung Jae-hee  |
| 1999   | Japan Open              | Damendoppel  | 3     | Ra Kyung-min / Chung Jae-hee  |
| 1999   | Swedish Open            | Damendoppel  | 1     | Ra Kyung-min / Chung Jae-hee  |
| 1999   | All England             | Mixed        | 2     | Ha Tae-kwon / Chung Jae-hee   |
| 1999   | Swedish Open            | Mixed        | 2     | Ha Tae-kwon / Chung Jae-hee   |
| 1999   | Japan Open              | Mixed        | 2     | Ha Tae-kwon / Chung Jae-hee   |
| 2000   | All England             | Damendoppel  | 2     | Chung Jae-hee / Ra Kyung-min  |
| 2000   | Korea Open              | Damendoppel  | 1     | Ra Kyung-min / Chung Jae-hee  |
| 2000   | Chinese Taipei Open     | Damendoppel  | 1     | Ra Kyung-min / Chung Jae-hee  |
| 2000   | All England             | Mixed        | 5     | Ha Tae-kwon / Chung Jae-hee   |
| 2000   | Olympia                 | Damendoppel  | 4     | Ra Kyung-min / Chung Jae-hee  |
| 2000   | Swiss Open              | Damendoppel  | 3     | Ra Kyung-min / Chung Jae-hee  |
| 2000   | Asienmeisterschaft      | Damendoppel  | 3     | Lee Kyung-won / Chung Jae-hee |